# Opio (Burgos)
Opio es una entidad de población española del municipio de Valle de Mena, perteneciente a la provincia de Burgos, en la comunidad autónoma de Castilla y León.

## Historia
Hacia mediados del siglo XIX, el lugar, ya por entonces perteneciente al ayuntamiento de Valle de Mena, tenía contabilizada una población de treinta habitantes. Aparece descrito en el duodécimo volumen del Diccionario geográfico-estadístico-histórico de España y sus posesiones de Ultramar de Pascual Madoz con las siguientes palabras:

OPIO: ald. en la prov., aud. terr. y c. g. de Búrgos (20 leg.), dióc. de Santander (14), part. jud. de Villarcayo (6) y ayunt. titulado del valle de Mena (1): sit. en terreno bastante desnivelado, donde la combaten principalmente los vientos NE. y vendabal; su clima es sano, y las enfermedades mas comunes las calenturas. Tiene 11 casas; una fuente dentro de la pobl., cuyas aguas son de buena calidad y 2 pequeños manantiales en el térm., y finalmente una igl. parr. (la Natividad de Ntra. Sra.) servida por un cura párroco y un sacristan. Confina el térm. N. Santecilla; E. Bárcena; S. Rio, y O. Menamayor. El terreno es de mediana clase, y contiene algo de monte poblado de arbustos en el sitio llamado Rebolga. Los caminos se hallan en malísimo estado y dirigen á Valmaseda: y la correspondencia se recibe de Villarcayo por balijero. prod.: trigo, cebada, avena, maiz, patatas, alholvas, habas y alubias; ganado lanar y vacuno, y caza de liebres, perdices, jabalíes y codornices. ind.: la agrícola. pobl.: 8 vec., 30 alm. cap. imp.: 157 rs.
(Madoz, 1849, p. 289)

En 2022, tenía empadronado un único habitante.